# آندراش اوژوار
آندراش اوژوار (مجاری: Ozsvár András؛ زادهٔ ۱۹ فوریهٔ ۱۹۵۷) جودوکار اهل مجارستان بود.